# 椎葉晃充
椎葉 晃充（しいば てるみつ、1946年6月10日 - ）は、日本の政治家。元宮崎県東臼杵郡椎葉村長（6期）。

## 来歴
宮崎県東臼杵郡椎葉村下福良出身。1971年（昭和46年）3月に中央大学法学部を卒業。翌年4月に椎葉村に奉職し、議会事務局長や総務課長などを経て1997年（平成9年）3月に助役に就任。前村長の辞職に伴って同年7月に行われた出直し選挙に出馬して、無投票当選。2期目・3期目も他の立候補者が無かったことから無投票当選している。2009年（平成21年）06月の村長選では新人候補を破って再選された。同年11月には1871年（明治4年）の廃藩置県以来、熊本県水上村との間で140年に渡って争われてきた県境について水上村長の成尾政紀との間で合意に達し、2010年（平成22年）9月30日の総務相告示で画定するに至った。2013年（平成25年）の村長選挙でも対立候補を破り5期目。2017年（平成29年）の村長選挙では対立候補無しにより無投票当選となり、6期目を務める。

## その他の役職
- 宮崎県治山林道協会副会長[2]
- 宮崎県砂防協会会長[2]
- 宮崎県町村会 会長[8]
- 全国過疎地域自立促進連盟 副会長[9]